# Sveriges starkaste familj
Sveriges starkaste familj är en tävlingsprogramserie i Sveriges Television med premiär 6 september 2020.
I serien i åtta timslånga avsnitt tävlar sju svenska idrottsaktiva familjer – fyra personer i varje familj, vuxna och ungdomar – i olika slags utmaningar i snöig fjäll- och sjömiljö i trakterna kring Åre och Åreskutan. Familjerna bor i kåtaliknande tält vid Åresjön. Tävlingsgrenarna är växlande individ- och laggrenar, såsom kanotpaddling, hinderbana, löpning med tyngder i djupsnö, dra bil med rep, balansprov etc. Programledare är André Pops och Susanna Kallur. Serien är producerad av Jarowskij.